# Herbert Hall Turner
Herbert Hall Turner (Leeds, 13 de agosto de 1861 — Estocolmo, 20 de agosto de 1930) foi um astrônomo e sismólogo britânico.

## Biografia
Herbert Hall Turner foi educado na Leeds Modern School, Clifton College, Bristol e Trinity College, Cambridge.  Em 1884, ele aceitou o posto de Assistente-Chefe do Royal Greenwich Observatory e lá permaneceu por nove anos. Em 1893 ele se tornou Savilian Professor de Astronomia e Diretor do Radcliffe Observatory na Oxford University, cargo que ocupou por 37 anos até sua morte repentina em 1930.
Ele foi um dos observadores nas Expedições Eclipse de 1886 e 1887. Na sismologia, ele é creditado com a descoberta de terremotos de foco profundo. Ele também é responsável por cunhar a palavra parsec.
Ele morreu de hemorragia cerebral em 1930 em uma conferência em Estocolmo. Ele se casou com Agnes Margaret Whyte em 1899; eles tiveram uma filha, Ruth.
Poucos meses antes da morte de Turner em 1930, o Observatório Lowell anunciou a descoberta de um novo planeta, e uma estudante de onze anos de Oxford, Venetia Burney, propôs o nome de Plutão para seu avô Falconer Madan, que estava aposentado do Biblioteca Bodleiana. Madan passou o nome para Turner, que o telegrafou para colegas do Observatório Lowell nos Estados Unidos. O novo planeta foi oficialmente denominado "Plutão" em 24 de março de 1930.
Seu retrato, de Catharine Dodgson, está pendurado no New College, Oxford, onde ele teve uma bolsa de estudos ligada ao professor de astronomia Savilian.

## Trabalhos
Sua citação de candidatura da Royal Society de 1897 dizia: "Secretário da Royal Astronomical Society. Foi assistente-chefe no Royal Observatory, Greenwich 1884-1894. Autor de vários artigos, entre os quais podem ser mencionados:
- "Sobre a correção da teoria de equilíbrio das marés para os continentes" (com GH Darwin, Proc.RS. vol lx)
- "Relatório de observações do eclipse solar total de 29 de agosto de 1886" (Phil Trans. Vol 180A),
- "Sobre o método do Sr. Edgeworth de reduzir as observações relativas a várias quantidades" (Phil. Mag. Vol24).
- "On Mr Leath's Intersects" (Avisos mensais RAS vol xlvi).
- "Em observações por coincidência de colimadores no Royal Observatory Greenwich" (M, N. Vols xlv e liii).
- "Sobre as variações de nível contra do Círculo de Trânsito no Royal Observatory Greenwich" (MN Vol.xlvii).
- "Sobre a longitude de Paris" (MN vol li).
- "na fotografia estelar" (MN Vols xlix e liv)
- On the RD discordnace (MN vol Liii p. 374 e 424, vol Liv p. 486, Mem Part. 3. vol ii);
- Em novas formas de níveis (MN Vol Lii).
- Conferência do Cabo (1880) e Greenwich (1880)
- Star Catalogs (Mem. Rs.FS, vol Li).
- Sobre a redução das medidas das chapas fotográficas (NN vol LiV)

Ele coeditou a primeira história oficial da Royal Astronomical Society junto com John Louis Emil Dreyer, History of the Royal Astronomical Society 1820–1920 (1923, reimpresso em 1987).